# Montreal and Southern Counties Railway

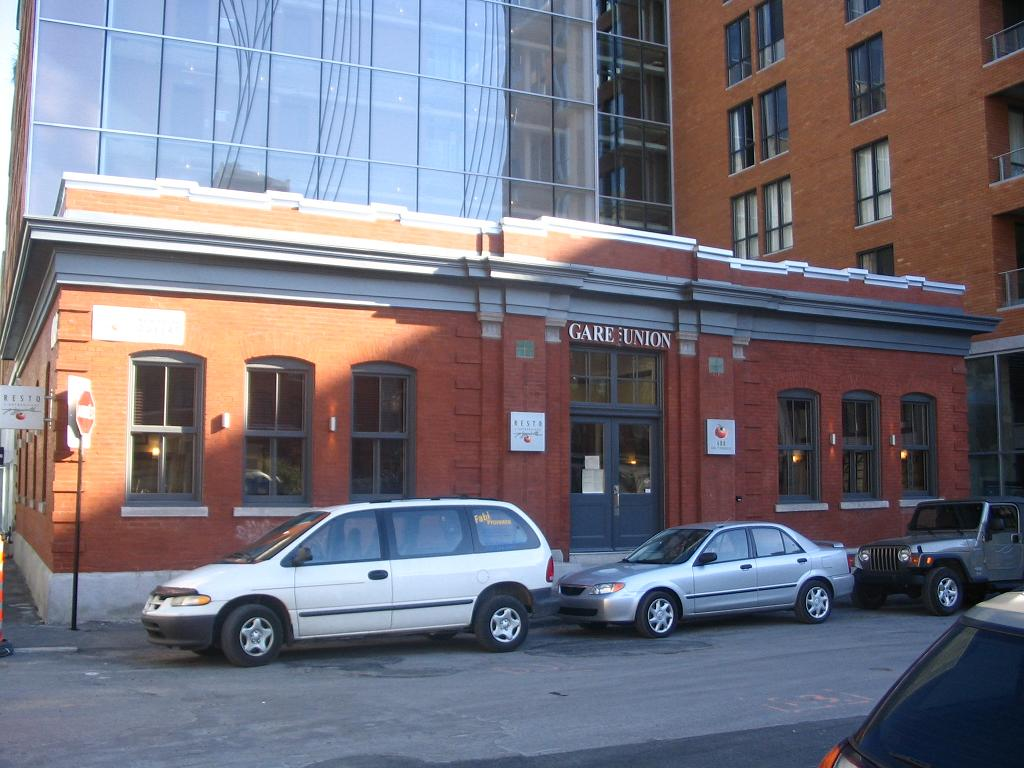
Der ehemalige McGill Street Terminal in Vieux-Montréal.

Die Montreal & Southern Counties Railway Company oder M&SCRC war eine Eisenbahn zwischen Montreal und Granby, die 1909 eröffnet wurde. Eine Abzweigung bot eine Interurban-Verbindung für die Stadt Longueuil an.

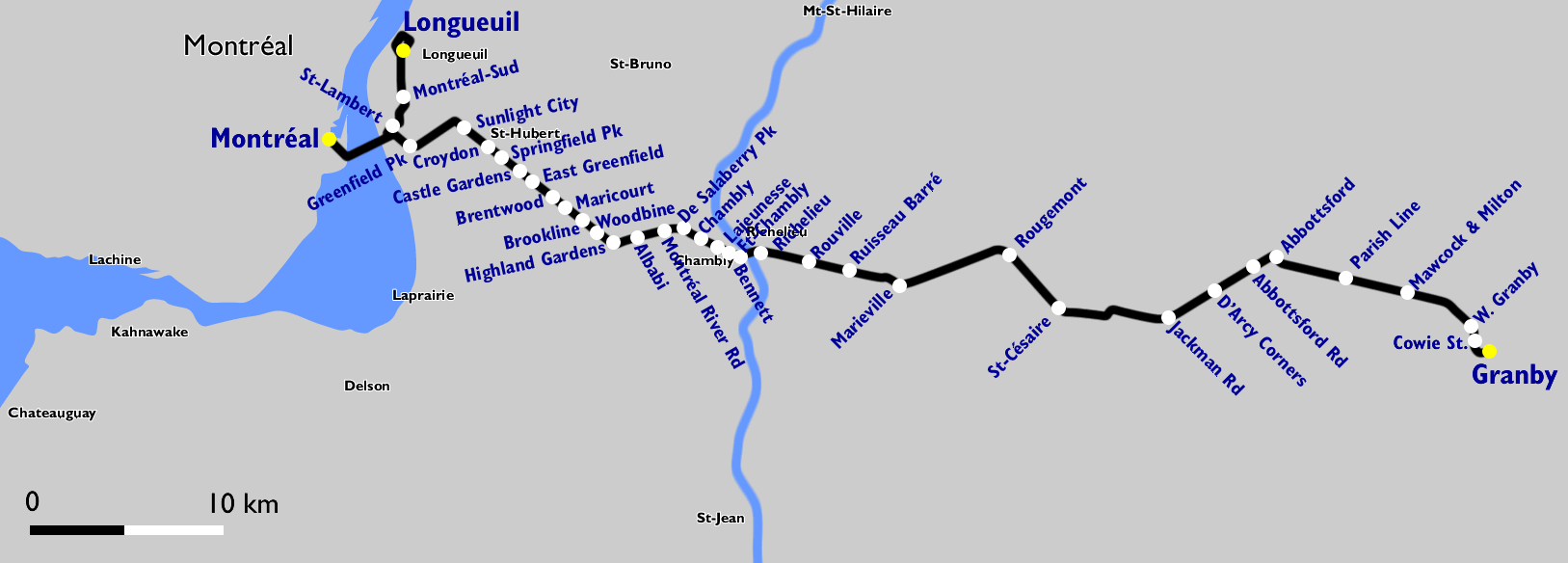
Karte der M&SC

Die M&SCRC war in zwei Divisionen aufgeteilt: Die Interurban Division war für den Schienenverkehr auf der Hauptlinie zwischen Montreal und Granby verantwortlich, während die Suburban Division für Verzweigung zwischen Saint-Lambert und Montréal-Sud (Longueuil) zuständig war.
Nach der Fusion mit der Canadian National Railways, besaß die M&SCRC die Besonderheit, dass außerhalb der städtischen Gleise Straßenbahnen und Dampflokomotiven (später Diesel) auf der gleichen Strecke fuhren.

## Geschichte
Die M&SCRC wurde durch ein Gesetz des kanadischen Parlaments am 29. Juni 1897 gegründet. Die Betriebsaufnahme erfolgte am 30. Oktober 1909 zwischen Montreal und Saint-Lambert, via Pont Victoria. Die Streckenverlängerungen erfolgten 1910 bis Longueuil, 1912 bis Mackayville, Chambly, Richelieu, 1913 bis Marieville, 1914 bis Saint-Césaire, 1915 bis Saint-Paul-d’Abbotsford und schließlich 1916 bis Granby. Die Übernahme durch die wenige Jahre zuvor geschaffenen Canadian National Railway erfolgte 1923.
Die Endstation in Montreal lag im Südwesten der Stadt, an der Ecke McGill und Youville. Das Gebäude, das als Bahnhof diente, existierte noch im Jahr 2007.
Der Verkehr nahm ab 1951 ab, als die elektrischen Straßenbahnen von einem Dieselzug von CN zwischen Marieville und Granby ersetzt worden sind. 1955 trafen dann die Canadian National Railways die Entscheidung, die Straßenbahnschienen auf der Pont Victoria zu entfernen. Am 13. Oktober 1956 fuhr die letzte Straßenbahn.

## Bibliographie
- Clegg, Anthony et Omer Lavallée, Catenary through the Counties: the story of Montreal & Southern Counties Railway, Saint-Hilaire, The Classic Era, 1966, 64 pages.
- Grumley, J.R. Thomas, Montreal & Southern Counties Railway Co., Ottawa, Bytown Railway Society, 2004, 67 pages.